# Уруенья
Уруенья (ісп. Urueña) — муніципалітет в Іспанії, у складі автономної спільноти Кастилія-і-Леон, у провінції Вальядолід. Населення — 232 особи (2010).
Муніципалітет розташований на відстані близько 190 км на північний захід від Мадрида, 40 км на захід від Вальядоліда.

## Демографія
Динаміка населення (INE ):